# Programma cinese di esplorazione planetaria

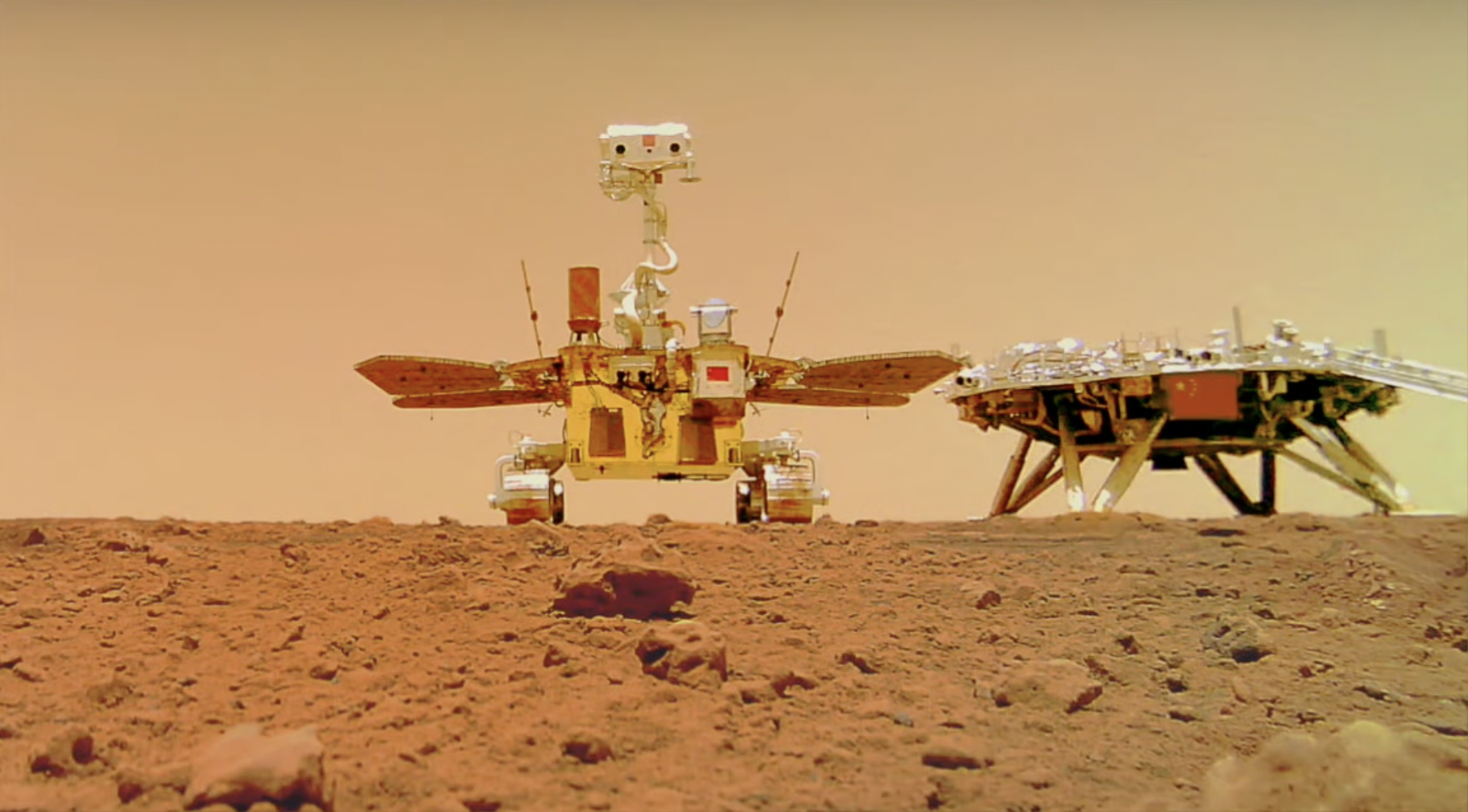
Un selfie del rover e del lander sul suolo marziano. La fotografia è stata scattata da una videocamera wireless posizionata a una decina di metri di distanza da Zhurong, che poi è tornato sui propri passi mettendosi in posa.

Il Programma cinese di esplorazione planetaria (中国行星探测S, Zhōngguó Xíngxīng TàncèP, indicato in inglese come Planetary Exploration of China, PEC), noto anche come Programma Tianwen, è un progetto di esplorazione spaziale robotica condotto dall'Agenzia spaziale cinese (CNSA) che mira a esplorare il sistema solare con missioni interplanetarie, partendo dall'esplorazione di Marte per estendersi in futuro a Giove e oltre.
Nella fase iniziale il programma era inizialmente conosciuto come "missione cinese su Marte", successivamente è stata annunciata l'esplorazione planetaria della Cina con una serie di missioni chiamate Tianwen.
La prima missione del programma è stata la missione la missione Tianwen-1 per l'esplorazione di Marte, iniziata il 23 luglio 2020. Un veicolo spaziale, composto da un orbiter, un lander e un rover, è stato lanciato da un razzo Lunga Marcia 5 dal centro spaziale di Wenchang. Tianwen-1 si è inserito in orbita marziana nel febbraio 2021 dopo un viaggio di sette mesi, a cui ha fatto seguito un atterraggio morbido del lander e del rover Zhurong il 14 maggio 2021, rendendo la Cina il secondo paese al mondo ad aver effettuato con successo un atterraggio morbido sulla superficie marziana, dopo gli Stati Uniti.
Le missioni future pianificate comprendono missioni di ritorno di campioni di asteroidi near-Earth, il ritorno di campioni da Marte e l'esplorazione del sistema di Giove.

## Storia

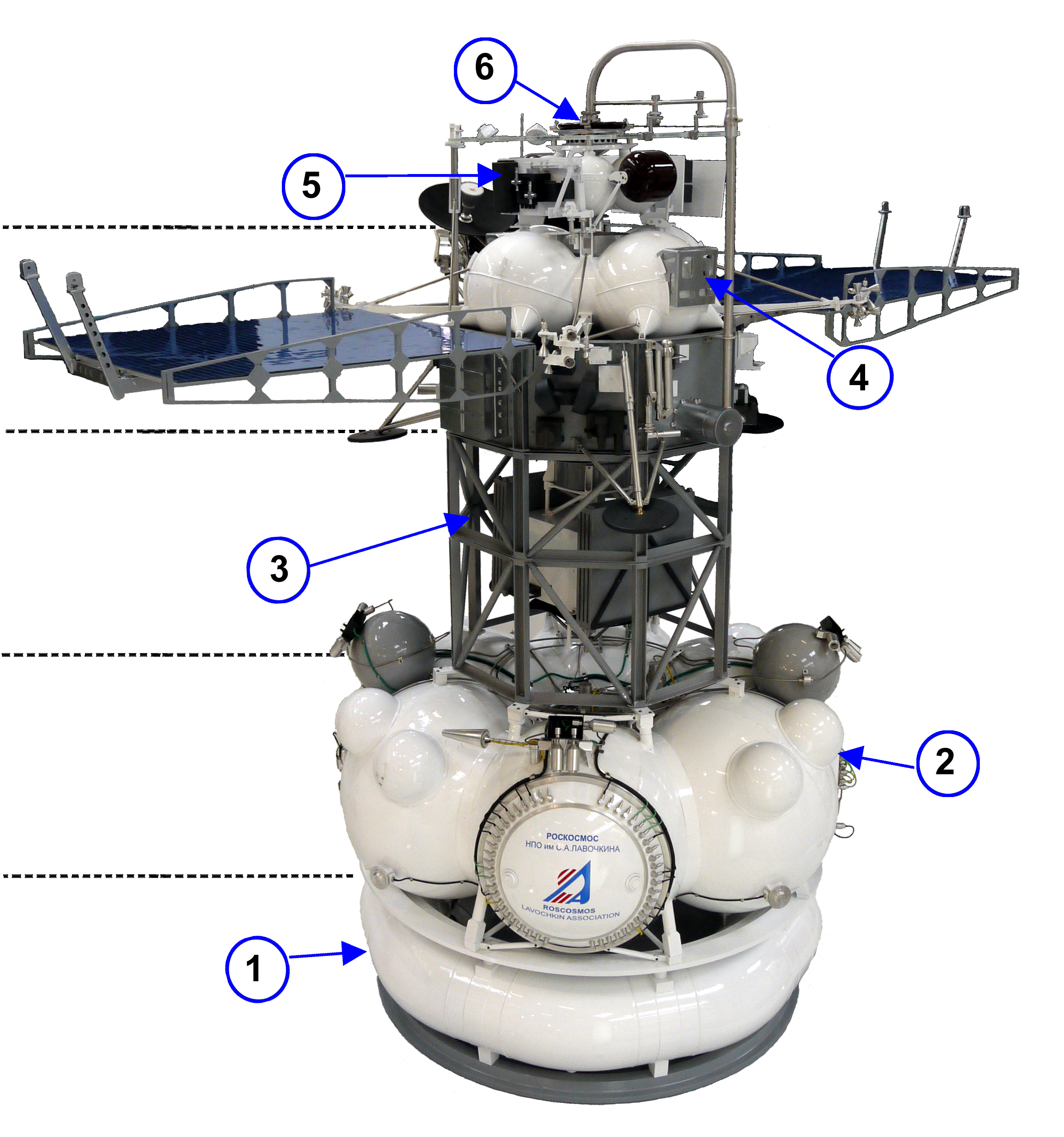
Modello della sonda Phobos-Grunt; la sonda cinese Yinghuo-1 è collocata al centro. spacecraft 2011 P1110983

La Cina fece il suo primo tentativo di esplorazione interplanetaria nel 2011 con Yinghuo-1, un orbiter per Marte, in una missione congiunta con Roscosmos e la sua missione Phobos-Grunt. Tuttavia il secondo stadio russo Fregat fallì le accensioni per lasciare l'orbita terrestre ed entrambe le sonde deorbitarono, finendo disintegrate nel rientro atmosferico avvenuto nel gennaio 2012.
Il 13 dicembre 2012, la sonda lunare cinese Chang'e 2 ha sorvolato l'asteroide 4179 Toutatis durante la sua missione estesa. A una distanza di oltre 7 milioni di chilometri dalla Terra, Chang'e 2 è diventata la prima sonda interplanetaria cinese a testare il limite della capacità di comunicazione nello spazio profondo.
Il 22 aprile 2016, Xu Dazhe, leader della CNSA, ha annunciato che la missione su Marte era stata approvata l'11 gennaio 2016. Una sonda sarebbe stata inviata nell'orbita marziana e avrebbe tentato di atterrare su Marte nel 2020.
Il 14 novembre 2019, la CNSA ha invitato alcune ambasciate straniere e organizzazioni internazionali ad assistere a test di hovering ed evitamento degli ostacoli per il lander della prima missione di esplorazione di Marte della Cina presso il sito di test di atterraggio situato nella Contea di Huailai. È stata la prima apparizione pubblica della missione cinese di esplorazione di Marte.

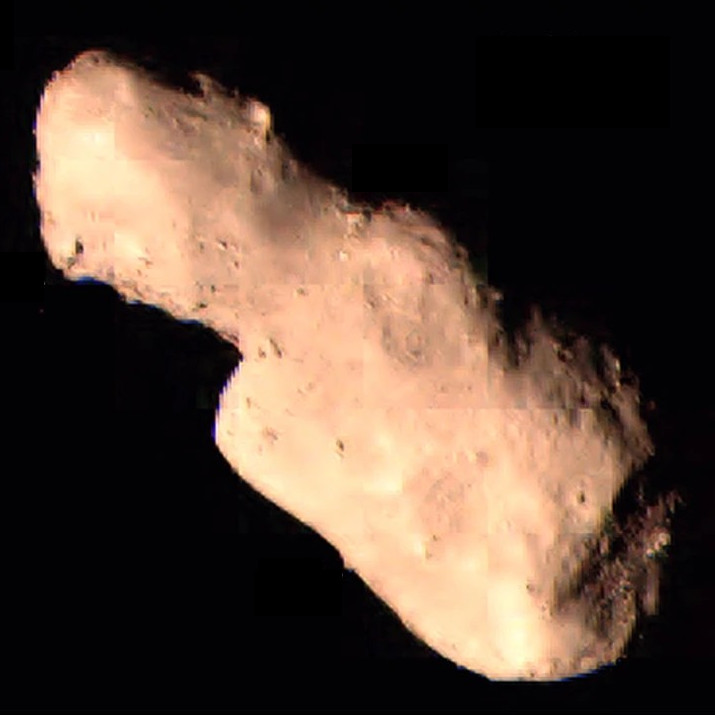
L'asteroide 4179 Toutatis ripreso da Chang'e durante il sorvolo ravvicinato del 13 dicembre 2012.

Il 24 aprile 2020, l'esplorazione planetaria della Cina è stata formalmente annunciata dalla CNSA, insieme al nome "Tianwen" e all'emblema del programma. La prima missione del programma si sarebbe chiamata Tianwen-1 e sarebbe avvenuta nel 2020. Lanciata il 23 luglio 2020 la sonda Tianwen-1 entrò in orbita areocentrica nel febbraio 2021 dopo un viaggio di sette mesi, a cui fece seguito l'atterraggio del lander e del rover Zhurong il 14 maggio 2021, avvenuto con successo nella parte più meridionale di Utopia Planitia.. Zhurong ha iniziato la sua missione esplorativa il 22 maggio e il 1º giugno, la CNSA ha rilasciato numerose immagini ad alta risoluzione scattate dal rover, confermando il successo della missione. La missione nominale del rover era di 90 giorni, tuttavia esso è rimasto funzionante fino all'arrivo dell'inverno marziano nel maggio 2022, compiendo una lunga missione estesa.
Il 12 giugno 2021, la CNSA ha annunciato i piani futuri per il ritorno di campioni di asteroidi near-earth, il ritorno di campioni da Marte e l'esplorazione del sistema di Giove.

## Nome
Il nome del programma "Tianwen", significa "domande al cielo" e deriva dall'omonimo poema del famoso poeta antico Qu Yuan dello stato di Chu durante il periodo degli Stati Combattenti (475–221 a.C). Il nome rappresenta l'incessante ricerca della verità da parte del popolo cinese, l'eredità culturale del paese nella sua comprensione della natura e dell'universo, nonché le infinite esplorazioni nella scienza e nella tecnologia.
L'emblema di PEC e le sue missioni sono costituiti da otto pianeti del Sistema Solare e le loro orbite a forma di lettera latina "c", che si riferisce alla Cina, alla cooperazione e alla velocità cosmica richiesta per intraprendere l'esplorazione planetaria.

## Infrastrutture

### Siti di lancio

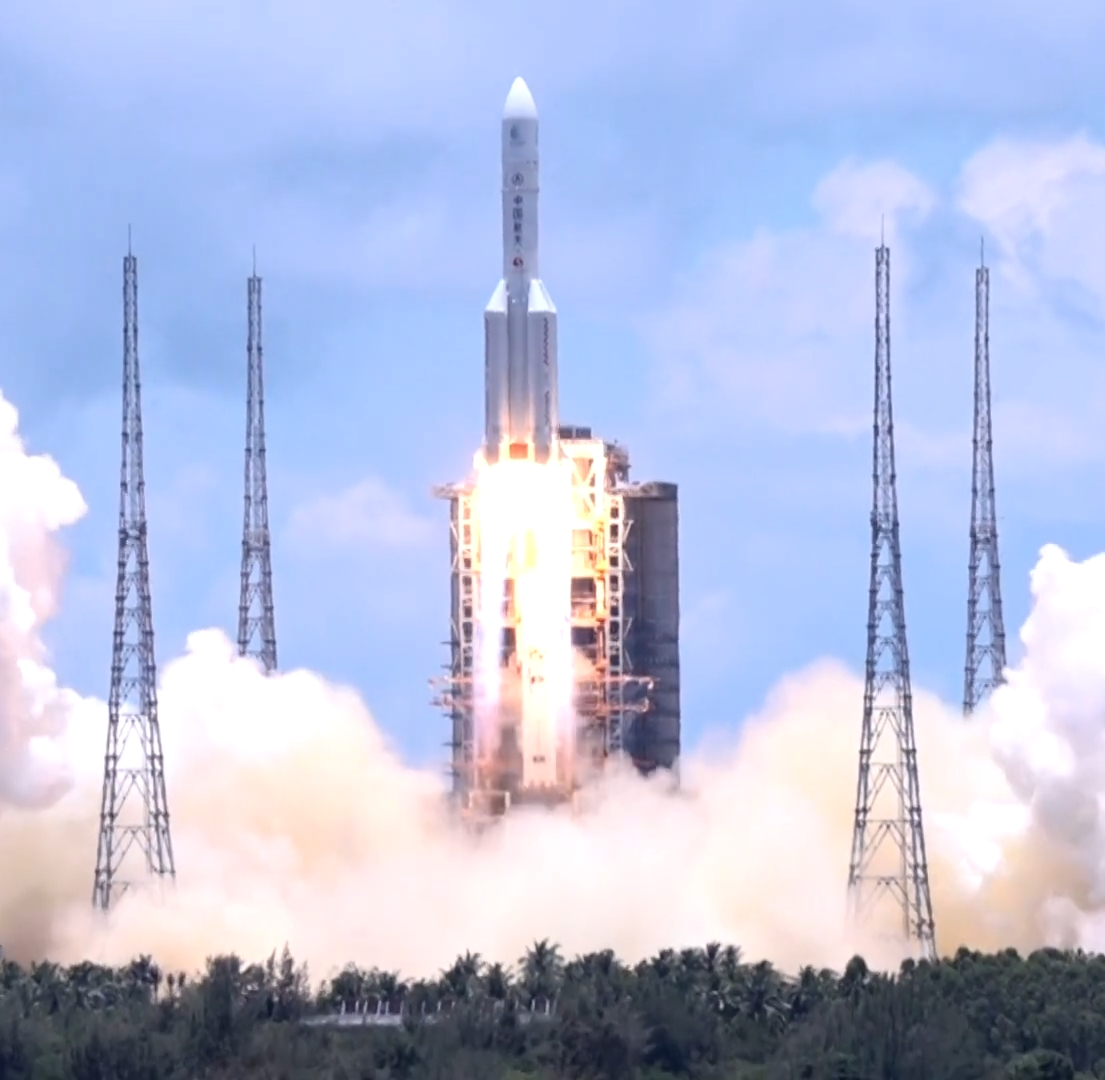
Il lancio da Wenchang del Lunga Marcia 5 con a bordo la Tianwen-1 diretta a Marte, il 24 luglio 2020.

Il principale centro di lancio per missioni per l'esplorazione planetaria è il Centro spaziale di Wenchang, dai quali vengono lanciati i Lunga Marcia 5. Essendo quello situato più a sud e più vicino all'equatore ha il vantaggio di sfruttare la maggiore velocità della rotazione terrestre all'equatore, ha bisogno di meno correzioni di traiettoria per lanciare in orbita consentendo un risparmio di propellente a parità di carico utile inviato nello spazio.

### Centro di controllo
Il centro di controllo e comando aerospaziale di Pechino è il centro responsabile del comando e del processo decisionale, del controllo e dell'informatica, dell'elaborazione dei dati, dello scambio di informazioni e della gestione dei veicoli spaziali.

### Rete cinese dello spazio profondo

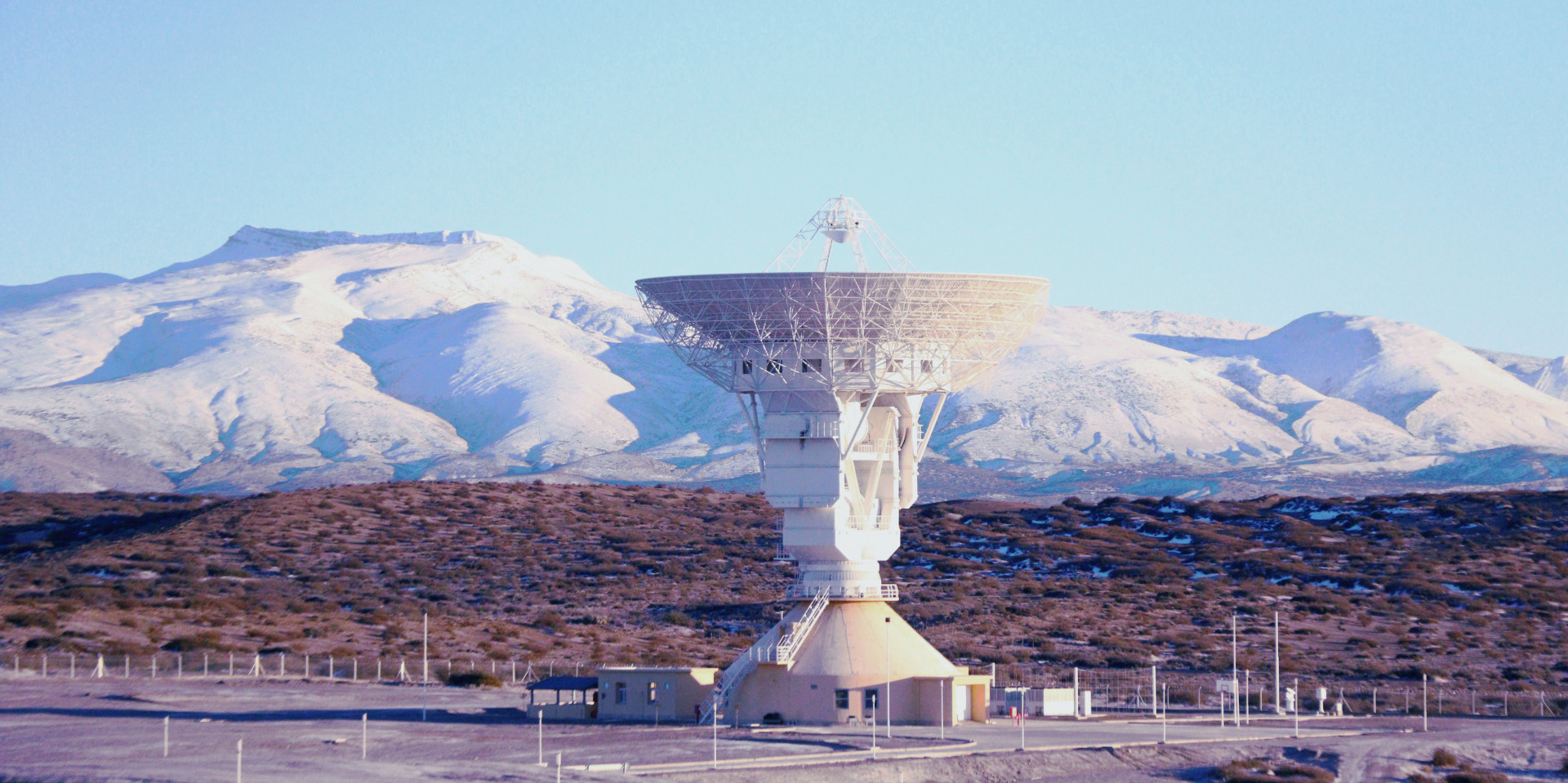
L'antenna di Neuquén in Argentina fa parte della rete cinese dello spazio profondo.

La rete cinese dello spazio profondo (CDSN, dall'inglese Chinese Deep Space Network) fornisce funzionalità vitali di tracciamento, telemetria e comando ai voli spaziali interplanetari. Le strutture della rete includono:
- Il centro di controllo e monitoraggio satellitare di Xi'an è la struttura che gestisce la rete cinese dello spazio profondo.
- La stazione terrestre di Jiamusi ha un'antenna di 66 metri operativa dal 2012.
- La stazione terrestre di Kashgar è composta da quattro antenne da 35 metri ed è situata nello Xinjiang, operativa dal 2012 e aggiornata nel 2020.
- La stazione terrestre di Neuquén con un'antenna di 35 metri localizza in Argentina, operativa dal 2017.

### Sito di test di atterraggio
Il sito di prova per atterraggi extraterrestri viene utilizzato per testare la capacità del lander di restare stazionario, evitare gli ostacoli e rallentare durante la discesa. Situato nella contea di Huailai, il sito di test è la più grande struttura dello stesso tipo in Asia.
La struttura è composta da sei gru alte 140 metri e una piattaforma centrale, collegata alle gru tramite 36 cavi. Il movimento della piattaforma fornisce la simulazione dell'ambiente gravitazionale di Marte al lander sospeso sotto di essa. Il terreno è pavimentato con materiale speciale, che può essere manipolato per formare la forma di fosse o pendii.

## Elenco delle missioni
| Missione  | Data di lancio | Sito del lancio | Lanciatore      | Veicoli spaziali | Data di arrivo   | Luogo di arrivo                        | Esito/Stato | Note |
| --------- | -------------- | --------------- | --------------- | ---------------- | ---------------- | -------------------------------------- | ----------- | --- |
| Tianwen-1 | 23 luglio 2020 | Wenchang        | Lunga Marcia 5  | Orbiter          | 10 febbraio 2021 | –                                      | Operativo   | |
| Tianwen-1 | 23 luglio 2020 | Wenchang        | Lunga Marcia 5  | Lander           | 14 maggio 2021   | Marte Utopia Planitia 25°06′N 109°54′E | Riuscito    | Sul lander non c'era alcun carico utile, tranne una scatola nera, il suo compito era di rilasciare il rover in superficie. |
| Tianwen-1 | 23 luglio 2020 | Wenchang        | Lunga Marcia 5  | Zhurong (rover)  | 14 maggio 2021   | Marte Utopia Planitia 25°06′N 109°54′E | Riuscito    | Atterrato sulla superficie di Marte il 22 maggio 2021.                                                                     |
| Tianwen-2 | 2025           | Xichang         | Lunga Marcia 3B | orbiter/lander   |                  | 469219 Kamoʻoalewa                     | Programmato | Missione di ritorno del campione dell'asteroide.                                                                           |
| VOICE     | 2026           | Wenchang        | Lunga Marcia 5  | orbiter          |                  | Venere                                 | Proposta    | [ 18 ] |
| Tianwen-3 | 2028-2030      | Wenchang        | Lunga Marcia 5  | orbiter/lander   |                  | Marte                                  | In sviluppo | Missione di ritorno del campione da Marte.                                                                                 |
| Tianwen-4 | 2030           | Wenchang        | Lunga Marcia 5  | orbiter          |                  | Sistema di Giove                       | In sviluppo | Possibile una sonda secondaria per Urano                                                                                   |